# جولیان باشور
جولیان باشور (انگلیسی: Julian Bashore) کارآفرین و بازرگان اهل ایالات متحده آمریکا است.